# Rzeczanie
Rzeczanie (łac. Riaciani, Riezani, Receni) – średniowieczne plemię słowiańskie zaliczane do południowej grupy Wieletów.
Większość badaczy, wśród nich Lubor Niederle, Reinhold Trautmann czy Jerzy Nalepa, skłaniało się do uznania, że jego nazwa wzięła się od słowa oznaczającego „rzekę”, rekonstruowano ją jako *Rěčane („ludzie mieszkający nad rzeką”). Natomiast Mikołaj Rudnicki wywodził ją od wyrazu „rak” i postulował jako formę pierwotną *Račane lub Raczanie.
Niewiele wiadomo na temat Rzeczan, wzmiankują o nich tylko trzy dokumenty: akt fundacji biskupstwa brandenburskiego z 948 roku oraz dwa przywileje cesarza Ottona I dla klasztoru św. Maurycego w Magdeburgu z 965 i 973 roku. W pierwszym z nich zostali wymienieni dwukrotnie, w liście plemion podporządkowanych tej diecezji i przy określeniu jej południowej granicy. Natomiast w obu przywilejach umieszczono Rzeczan wśród plemion zobowiązanych do płacenia czynszu w srebrze na rzecz klasztoru.
Trudno określić obszar, który zamieszkiwali Rzeczanie, bowiem w dokumentach nie wspomniano przy nich o żadnej miejscowości czy jakimś stałym elemencie geograficznym, jedynie kolejność w liście plemion wskazuje na to, że żyli między Wkrzanami a Doszanami. W historiografii wysuwano różne propozycje lokalizacji terytorium Rzeczan. F. Lisch w 1838 roku wskazał na okolice Pozdawilka i południową część Mecklenburg-Strelitz, natomiast L. Quandt (1868) na ziemie nad Odrą w rejonie Wriezen, ponadto identyfikował ich z plemieniem Uerizane z Geografa Bawarskiego. Żadna z tych koncepcji nie miała jednak wystarczających podstaw, by uznać je za prawdopodobne. 
Wolfgang Brüske (1955) wyznaczył jako terytorium Rzeczan obszar między miastami Lychen, Templin, Gransee, Rheinsberg i Fürstenberg, jednak nie podjął próby dokładniejszego oznaczenia ich granic. Z kolei Joachim Herrmann (1968) zaproponował lokalizację plemienia dalej na wschód, na ziemiach po obu stronach Haweli, od Templina w górze rzeki po okolice Liebenwalde i górnego biegu Winawy. Na południu i wschodzie od sąsiadów odgradzała ich puszcza Uckerschewdt, zaś na zachodzie szeroki pas graniczny za którym były siedziby Doszan oraz Zancici, czyli tereny późniejszego Kraju Rupnickiego. Na północy sąsiadowali z Redarami, ponadto zdaniem Herrmanna brak wzmianek o Zancici w dokumencie fundacyjnym diecezji można przypuszczać, że terytorium ich, jak i Doszan, sięgało tak samo daleko na północ. Oprócz tego badacz uznał za możliwe, iż południowa część jezior koło Neusterlitz również należała do Rzeczan.
W źródłach brak innych wzmianek o Rzeczanach i ich działalności, mimo sporego (przynajmniej w propozycjach historyków) terytorium. Hipotetycznie tłumaczy się to podporządkowaniem plemienia przez silniejszych Redarów, a następnie włączeniem w obręb Marchii Wkrzańskiej.